# 塔梅西河

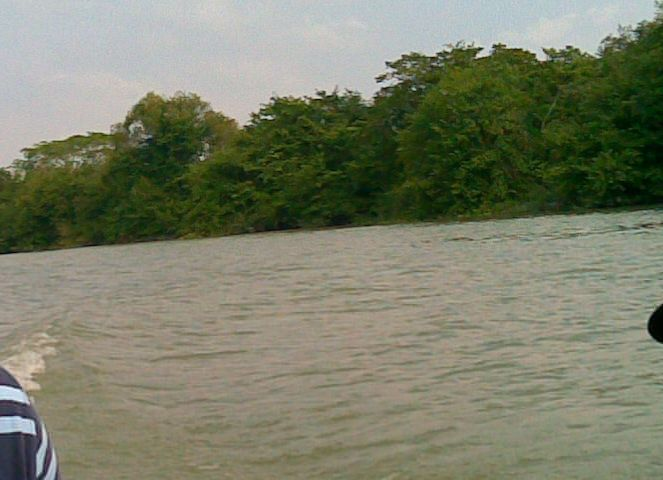

塔梅西河是墨西哥的河流，河道全長約300公里，流域面積15,735平方公里，流經塔毛利帕斯州和韋拉克魯斯州，最終注入帕努科河，河畔城鎮有曼特城。

## 外部連結
- tampico-online
- Río Tamesí - conabio.gob.mx （页面存档备份，存于）